# Charnier (conserve)
Un charnier est un local ou un récipient servant à conserver la viande, souvent salée pour en faciliter la conservation. Les charniers ont été progressivement supplantés par les réfrigérateurs et congélateurs dans le courant du XXe siècle.